# Smilacicola heimi
Smilacicola heimi är en insektsart som först beskrevs av Alfred Serge Balachowsky 1947.  Smilacicola heimi ingår i släktet Smilacicola och familjen pansarsköldlöss.
Artens utbredningsområde är Vietnam. Inga underarter finns listade i Catalogue of Life.